# Tammy Patterson
Tammy Patterson es una deportista canadiense que compitió en judo. Ganó una medalla de bronce en el Campeonato Panamericano de Judo de 1990, en la categoría de –61 kg.

## Palmarés internacional
| Campeonato Panamericano | Campeonato Panamericano | Campeonato Panamericano | Campeonato Panamericano |
| Año                     | Lugar                   | Medalla                 | Categoría               |
| ----------------------- | ----------------------- | ----------------------- | ----------------------- |
| 1990                    | Caracas (Venezuela)     | Medalla de bronce       | –61 kg                  |